# Геєць Валерій Михайлович
Валерій Михайлович Ге́єць — доктор економічних наук, професор, академік НАН України; Заслужений діяч науки і техніки України (2000), Лауреат Державної премії України в галузі науки і техніки (2002), нагороджений орденом «За заслуги» ІІІ ступеня (2004), Лауреат премії ім. В. С. Михалевича за видатні досягнення в галузі інформатики, теорії оптимізації і системного аналізу (2005), Лауреат премії «Людина року — 2005»; академік-секретар Відділення економіки НАН України (1998 — квітень 2009 р. — квітень 2015 р.), віце-президент НАН України (з квітня 2009 р. до квітня 2015 р.), Член Президії НАН України (з квітня 2015 р.), директор Державної установи «Інститут економіки та прогнозування НАН України» (з 1997 р.), лауреат премії Премії НАН України імені В. С. Михалєвича (2006), 15 жовтня 2009 удостоєний звання «Почесний доктор Київського національного університету імені Тараса Шевченка». Почесний доктор наук Хмельницького національного університету.

## Життєпис
Народився 20 квітня 1945 року в селі Сезьки Ічнянського району Чернігівської області.
Після закінчення 1968 року механіко-математичного факультету Київського державного університету ім. Т. Г. Шевченка скерований на роботу в Інститут економіки АН УРСР на посаду інженера.
З 1969 до 1972 рр. навчався в аспірантурі Інституту економіки НАН України. Підготував і захистив дисертацію на здобуття наукового ступеня кандидата економічних наук (1974).
Протягом 1972—1975 рр. працював в Інституті економіки АН УРСР молодшим науковим співробітником; упродовж 1975—1979 рр. — старшим науковим співробітником; упродовж 1979—1987 рр. — зав. відділом економіко-математичного моделювання; упродовж 1987—1997 рр. — зав. відділом моделювання економічного розвитку.
У 1988 р. захистив докторську дисертацію. У 1991 р. Валерію Михайловичу присвоєно звання професора, 1992 року обрано членом-кореспондентом НАН України, а 1995 року — академіком НАН України.
З 2008 року працює на кафедрі готельно-ресторанного та туристичного бізнесу КНТЕУ за сумісництвом.
З 2009 року — віце-президент НАН України.
З квітня 2015 року — Член Президії Національної академії наук України.

## Наукова діяльність
Започаткував і розвиває наукову школу в галузі макроекономіки (теорія і моделі економічного прогнозування) та фінансів (фінансова безпека, бюджетна та боргова політика, оподаткування та податкове стимулювання розвитку економіки). Обґрунтував стратегію розвитку економіки України на довгострокову перспективу, за якою узгоджено та гармонізовано цільові орієнтири стабільного економічного зростання, інституційних перетворень, інноваційно-інвестиційної модернізації економіки, структурно-технологічного оновлення й інтеграції на цій основі у світову економіку. Висунув нову концепцію економічного зростання в умовах нестабільності. Наукові інтереси академіка Гейця сконцентровані також на розв'язанні проблем взаємодії суспільства, держави та бізнесу в напрямку створення ефективних механізмів їхнього впливу на подальшу капіталізацію економіки України і на забезпечення її самодостатності як суб'єкта міжнародної діяльності.
За результатами наукових досліджень Геєць В. М. опублікував понад 400 праць, серед яких 35 монографій (6 індивідуальних), у тому числі «Трансформація моделі економіки України: ідеологія, протиріччя, перспективи» (1999); «Економіка України: підсумки перетворень та перспективи зростання» (2000); «Нестабільність та економічне зростання» (2000); «Інноваційна стратегія українських реформ» (2002); «Економіка України: стратегія і політика довгострокового розвитку» (2003); «Трансформаційні процеси та економічне зростання в Україні» (2003); «Україна у вимірі економіки знань» (2006); «Стратегічні виклики XXI століття суспільству та економіці України: В 3 т.» (2007). Під його науковим керівництвом захищено 17 докторських і 20 кандидатських дисертацій.
Геєць В. М. — головний редактор журналів «Економіка і прогнозування» й «Економіка України» та член наукових рад журналів: «Банківська справа», «Бізнес-Консультант», «Вісник економічної науки України», «Вісник Інституту економіки та прогнозування», «Вісник НАН України», «Вісник НБУ», «Власність в Україні», «Економіка промисловості», «Економічна кібернетика», «Економічна теорія», «Журнал європейської економіки», «Мир перемен», «Мысль», «Экономическое возрождение России».
У складі офіційних делегацій академік НАН України В. М. Геєць представляє українську економічну науку за кордоном, зокрема з 1991 року є представником України в Міжнародному Проекті ЛІНК-ООН (США).
Іноземний член Російської академії наук (з 2011, 8 березня 2022 подав заяву про вихід зі складу іноземних членів РАН).

## Громадська діяльність
Наукову діяльність поєднує із суспільно-науковою та громадською, зокрема є
- членом Секції соціогуманітарних наук Комітету Державних премій України в галузі науки і техніки,
- членом Координаційної ради з питань політики фінансового сектора,
- Головою експертної комісії ВАК України,
- заступником голови Наглядової ради Київського національного економічного університету,
- членом Наглядової ради Київського національного торговельно-економічного університету,
- заступником голови Державної комісії з питань стратегії економічного і соціального розвитку,
- віце-президентом громадської організації «Спілка економістів України» Спілка економістів України,
- представником Міжвідомчої аналітично-консультативної ради з питань розвитку продуктивних сил і виробничих відносин,
- президентом Всеукраїнської громадської організації «Українська асоціація економічної кібернетики»,
- членом громадсько-політичного об'єднання «Український форум».

Співзасновник компанії ТОВ «Міжрегіональна фінансово-юридична академія» разом з Максимом Мельником, сином ректора Податкової академії в Ірпені Петра Мельника
У 2013 році висловлювався негативно щодо підписання Асоціації України з ЄС, обіцяючи втрати та лише короткотривалі вигоди від підписання, на противагу вступу до Митного союзу. Геєць прогнозував втрати кваліфікованого персоналу, надмірні витрати України для адаптації законодавства і стандартів до європейських норм (до 160 млрд євро) тощо. Виступав на конференціях, організованих рухом «Український вибір» у липні та листопаді 2013 року.
Втім з середини 2014 схвально відкликався про економічні результати Угоди про асоціацію з ЄС.

## Інтерв'ю
- «Дзеркало тижня» № 8 (736) 7 — 13 березня 2009. Валерій Геєць: «Я розпоряджався би передусім своїми коштами, а не запозиченими, бо ми вже є жертвою кредитної експансії». Автор: Наталія Яценко. Перевірено 2009-05-10.
- Інтерв'ю з В. М. Гейцем. — Сергій Лямець, Світлана Крюкова, 22 жовтня 2012 — Економічна правда [Архівовано 22 січня 2013 у Wayback Machine.]
- Академік Валерій Геєць: Максимальна задача — якнайшвидше завершити конфлікт [Архівовано 12 серпня 2014 у Wayback Machine.] // Олексій Комаха, Сергій Лямець, Економічна правда — Понеділок, 11 серпня 2014, 13:30